# Georg Flatow
Georg Flatow (geboren 2. November 1889 in Berlin; gestorben im Oktober 1944 im KZ Auschwitz) war ein deutscher Ministerialbeamter und Arbeitsrechtler. Er war maßgeblich an der Entwicklung des Betriebsrätegesetzes von 1920, dem Vorläufer des heutigen Betriebsverfassungsgesetzes beteiligt. 1933 wurde er als Sozialdemokrat und Jude aus dem Dienst entlassen. Während des Dritten Reichs war er für andere bedrohte Juden als Fluchthelfer tätig und wurde 1944 im KZ Auschwitz ermordet.

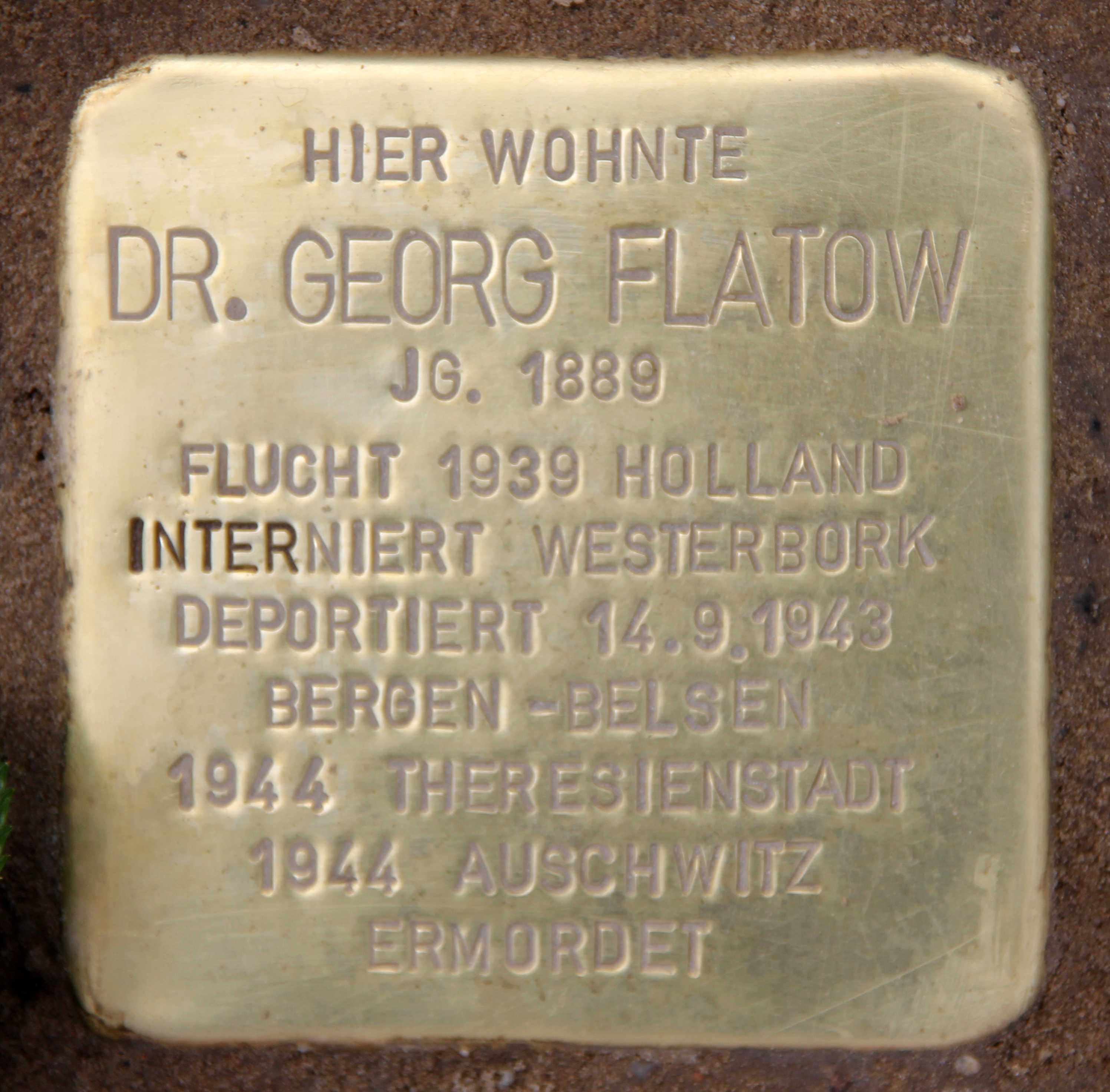
Stolperstein in der Niklasstraße

## Leben

### Jugend und Studium
Georg Flatow war der Sohn des Leinwarenhändlers Robert Flatow und dessen Ehefrau Minna Flatow, geborene Goldberg. Flatow besuchte von 1896 bis 1908 das Königsstädtische Gymnasium und legte dort das Abitur ab. Im Anschluss studierte er Rechtswissenschaften an den Universitäten Berlin und München; in Heidelberg promovierte er 1914. Zwischen 1915 und 1917 leistete Flatow seinen Wehrdienst ab.

### Ministerialbeamter und Arbeitsrechtler
Nach seiner Ernennung zum Staatsanwalt in Berlin trat er von Dezember 1918 bis März 1919 als Privatsekretär in den Dienst der neuen Reichsregierung und war anschließend bis Mai 1919 als Assessor im Reichswirtschaftsministerium tätig.
Während seiner Zeit als Regierungsrat im Reichsarbeitsministerium (Mai 1919 bis Oktober 1922) brachte sich Flatow im Arbeitsrecht ein und war maßgeblich an der Entwicklung der rechtlichen Grundlagen des Betriebsrätegesetzes von 1920, dem Vorläufer des heutigen Betriebsverfassungsgesetzes beteiligt. Die Einführung des Gesetzes führte während der zweiten Lesung am 13. Januar 1920 zu der wohl blutigsten Demonstration der deutschen Geschichte, die mit mehreren Toten, zahllosen Verletzten und dem Ausruf des Ausnahmezustandes durch Friedrich Ebert endete. Als Mitarbeiter sozialdemokratischer Minister wurde Flatow zusammen mit Otto Kahn-Freund führender Kommentator des Gesetzes, das für die Arbeit der Betriebsräte zentrale Bedeutung hatte. Flatow war außerdem führender Kommentator des Arbeitsgerichtsgesetzes von 1926.
Bis zu seiner Suspendierung im Zuge des Gesetzes zur „Wiederherstellung des Berufsbeamtentums“ im April 1933 war Flatow noch als Ministerialrat im preußischen Ministerium für Handel und Gewerbe beschäftigt. Flatows Berufung als außerordentlicher Professor an die Humboldt-Universität zu Berlin wurde durch die Machtübergabe an die Nationalsozialisten vereitelt.

### Emigration und Flüchtlingshilfe
Während der Novemberpogrome verhaftete man Georg Flatow am 9. November 1938 und verschleppte ihn in das Konzentrationslager Sachsenhausen. Ihm, seiner Ehefrau Hedwig Helene, geborene Wiener (* 6. September 1882 in Berlin; † 1944 in Auschwitz) und Tochter Betty Ilse (* 20. Oktober 1919 in Berlin) gelang im Februar 1939 die Emigration nach Amsterdam. Die Familie Flatow engagierte sich dort beim Aufbau des Auswanderungslagers Werkdorp Wieringermeer (Nieuwesluis) und verhalf vielen Juden zur Flucht nach Palästina.
Drei Jahre nach der deutschen Besetzung der Niederlande wurden er und seine Frau 1943 verhaftet und deportiert. Er gelangte zuerst ins KZ Bergen-Belsen, von wo aus er 1944 ins Ghetto Theresienstadt verlegt wurde. Georg Flatow und seine Frau wurden von dort am 12. Oktober 1944 ins Vernichtungslager Auschwitz verschleppt und vermutlich kurz darauf ermordet.

## Erinnerungen

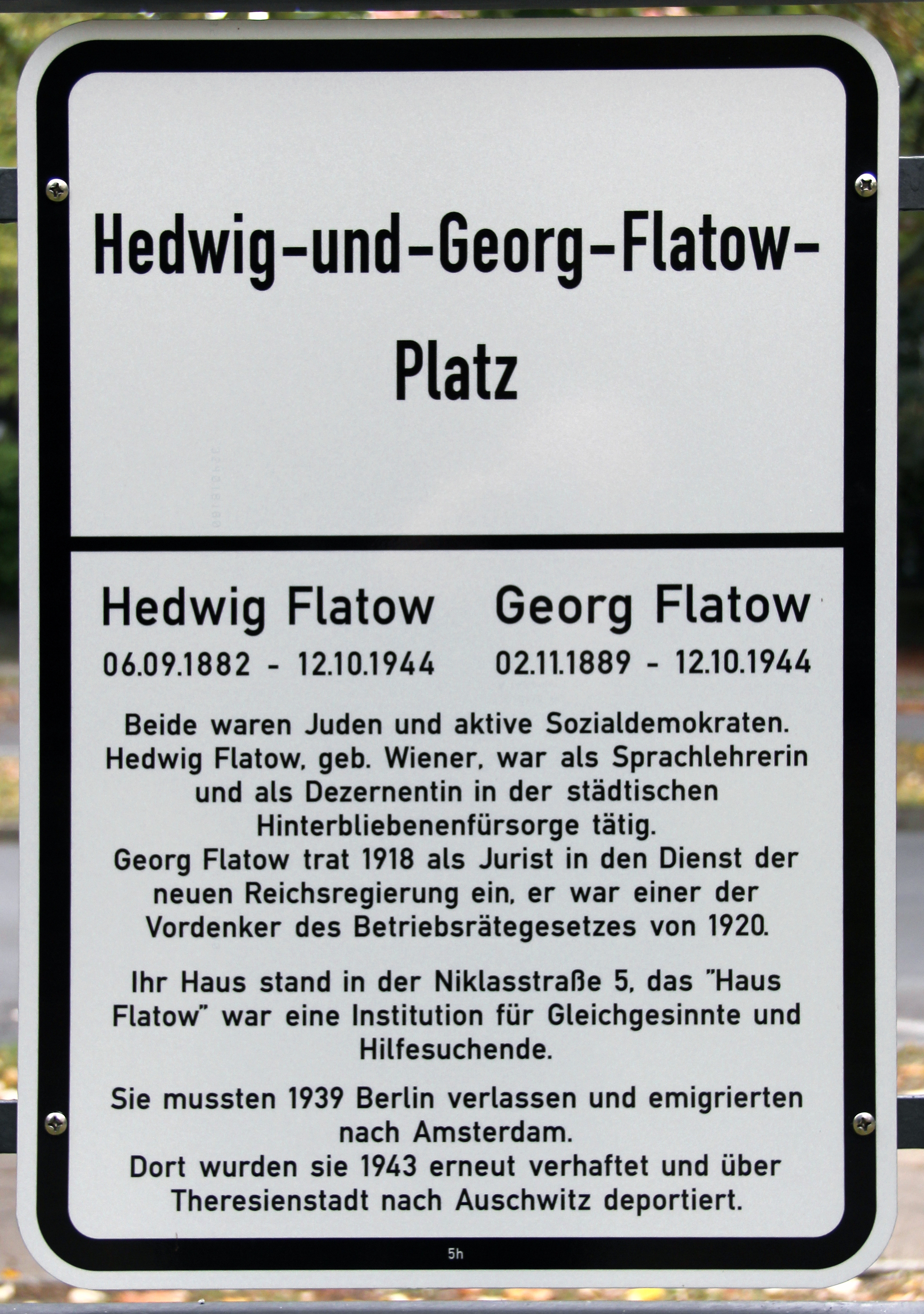
Gedenktafel am Hedwig-und-Georg-Flatow-Platz

Vor seinem Wohnsitz ab 1929 in der Berliner Niklasstraße 5 im Bezirk Steglitz-Zehlendorf erinnern seit 2014 Stolpersteine an ihn, seine Ehefrau Hedwig und Tochter Ilse. Zudem wurde am 12. Oktober 2014 der nahe gelegene Hedwig-und-Georg-Flatow-Platz nach ihnen benannt. Eine Gedenktafel an diesem Platz erinnert an beider Leben.

## Werke
- Der Begriff der Druckschriften, periodischen Druckschriften und Korrespondenzen nach §§ 2, 3, 7, 13 Reichspreßgesetz. Berlin: 1914 (Dissertation)
- Kriegsgefangenen-Merkbuch. Zusammen mit Hermann Dersch und Fritz Harold Cohn. Berlin: Gesellschaft und Erziehung 1919
- Grundzüge der preussischen Verwaltung in Gemeinde, Kreis und Provinz. Berlin: Gesellschaft u. Erziehung 1919
- Die sozial-politischen Errungenschaften der Revolution. Berlin: Sozialistische Monatshefte 1919
- Das Recht der Übergangszeit Berlin: Gesellschaft und Erziehung 1919
- Kommentar zum Betriebsrätegesetz nebst Wahlordnung und der wichtigsten Ausführungsbestimmungen des Reichs und der Länder. Berlin: Vorwärts 1920.
- Kommentar zu der Verordnung betreffend Maßnahmen gegenüber Betriebsabbrüchen und Stillegungen nebst der Ausführungsanweisung Berlin: Vorwärts, 1920
- Neue Verordnung über Einstellung und Entlassung von Arbeitern und Angestellten vom 12. Februar 1920 sowie Gesetz über die Beschäftigung Schwerbeschädigter vom 6. April 1920. Stuttgart: Heß 1920
- Betriebsvereinbarung und Arbeitsordnung Mannheim: J. Bensheimer 1921
- Die Grundzüge des Schlichtungswesens. Berlin: F. H. W. Dietz Nachf. 1923
- Die Rechtsprechung des Reichsgerichts zum Arbeitsrecht. Bearbeitet von Hermann Dersch, Georg Flatow, Alfred Hueck und Hans Carl Nipperdey.
  - Band 1: Das kollektive Arbeitsrecht und das Arbeitsvertragsrecht von 1919-1926. 1926
  - Band 2: Das kollektive Arbeitsrecht und das Arbeitsvertragsrecht von 1926-1928. 1929
- Grundfragen des Arbeitsrechts. 5 Vorträge von Hugo Sinzheimer, Georg Flatow, Heinz Potthoff, Clemens Nörpel und Lutz Richter. Hrsg. von Gertrud Hermes. Berlin: Verlagsgesellschaft des Allgemeinen Deutschen Gewerkschaftsbundes 1927
- Arbeitsgerichtsgesetz vom 23. Dezember 1926, nebst Verordnung über die Entschädigung der Arbeitgeber- und der Arbeitnehmer, Besitzer der Arbeitsgerichtsbehörden vom 24. Juni 1927 und dem Gesetz zur Abänderung des Betriebsrätegesetzes vom 28. Februar 1928. Berlin: Julius Springer, 1928 (zusammen mit Richard Joachim)
- Mitherausgeber und Autor von : Reichsvertretung der Juden in Deutschland; Jüdische Gemeinde, Berlin; Zentralverband Jüdischer Handwerker Deutschlands (Hrsg.): Vor der Berufswahl. Ein Wegweiser für jüdische Eltern und Kinder, Zentralwohlfahrtsstelle der Juden in Deutschland, Abteilung Jüdischer Buchverlag, Berlin 1938 (Online im Bestand der Deutschen Nationalbibliothek)